# Алимпешти (Горж)
Алимпешти (рум. Alimpeşti) насеље је у Румунији у округу Горж у општини Алимпешти. Oпштина се налази на надморској висини од 354 m.

## Становништво
Према подацима из 2002. године у насељу је живело 2264 становника, од којих су сви румунске националности.

### Хронологија
| Година       | 1992 | 1993 | 1994 | 1995 | 1996 | 1997 | 1998 | 1999 | 2000 | 2001 | 2002 | 2003 | 2004 | 2005 | 2006 | 2007 | 2008 | 2009 | 2010 | 2011 | 2012 | 2013 | 2014 | 2015 | 2016 | 2017 |
| ------------ | ---- | ---- | ---- | ---- | ---- | ---- | ---- | ---- | ---- | ---- | ---- | ---- | ---- | ---- | ---- | ---- | ---- | ---- | ---- | ---- | ---- | ---- | ---- | ---- | ---- | ---- |
| Становништво | 2379 | 2346 | 2307 | 2277 | 2270 | 2253 | 2214 | 2180 | 2162 | 2177 | 2152 | 2103 | 2090 | 2060 | 2052 | 2049 | 2030 | 2008 | 1995 | 1949 | 1926 | 1893 | 1862 | 1822 | 1816 | 1802 |